# As in a Looking Glass
As in a Looking Glass er en amerikansk stumfilm fra 1916 af Frank Crane.

## Medvirkende
- Kitty Gordon som Lila Despard.
- Lumsden Hare som Andrew Livingston.
- Frank Goldsmith som Jack Firthenbras.
- Gladden James som Lord Udolpho.
- Teddy Sampson som Felice.